# Hrabstwo Fayette (Kentucky)

Piramida wieku hrabstwa

Hrabstwo Fayette – hrabstwo w USA, w stanie Kentucky. Według danych z 2010 roku, hrabstwo zamieszkiwało 295083 osób. Siedziba hrabstwa Lexington.